# Onley Hill
Onley Hill är en kulle i Antarktis. Den ligger i Östantarktis. Australien gör anspråk på området. Toppen på Onley Hill är 840 meter över havet.
Terrängen runt Onley Hill är platt åt sydost, men åt nordväst är den kuperad. Trakten är glest befolkad. Närmaste befolkade plats är Mawson Station, 14,3 km nordväst om Onley Hill. 